# Лик (брат Никтея)
Лик (др.-греч. Λύκος «волк») — персонаж древнегреческой мифологии. Фиванский герой, брат Никтея. Сын спарта Хтония, либо сын Гириея и нимфы Клонии. Его женой была Дирка.
Вынужден был бежать из Евбеи с братом, убив Флегия, и поселился в Гирии. Благодаря дружбе с Пенфеем братья стали гражданами Фив. Лик был избран фиванцами стратегом, захватил власть в малолетство Лаия и правил 20 лет. По просьбе Никтея отправился походом на Сикион, куда бежала Антиопа, и покорил его. Лик держал Антиопу в заточении и жестоко обращался с ней. Когда дети Антиопы Зеф и Амфион выросли, они убили Лика. По другим версиям Лик был опекуном дважды: сперва у Лабдака, потом у Лаия. Либо свергнут с престола Лаием, затем убит Амфионом и Зефом. Развалины дома Лика показывали в Фивах.
Действующее лицо трагедии Еврипида «Антиопа». По Еврипиду, Лик остался жив, но по воле Гермеса уступил царство Амфиону.